# J. J. Redick
Jonathan Clay „J. J.“ Redick (* 24. Juni 1984 in Cookeville, Tennessee) ist ein US-amerikanischer Basketballtrainer und ehemaliger -spieler. Redick spielte von 2006 bis 2021 in der National Basketball Association (NBA). Als Stärken des Shooting Guards galt vor allem sein Wurf. Redick galt als sehr guter Drei-Punkte-Werfer und hervorragender Freiwurfschütze. Seit 2024 ist er der Head Coach der Los Angeles Lakers.

## Spieler

### Schule / College
Redick besuchte die Cave Spring High School in Roanoke, wo er im Jahr 2002 für das „McDonalds All-American“-Spiel nominiert und MVP des Spiels wurde. In seinem Senior-Jahr an der Highschool (2002) gewann er mit seiner Schulmannschaft die AAA State Championship. Redick erzielte in seinem letzten Spiel seine bisherige Karriere-Bestleistung von 43 Punkten.
Redick begann daraufhin sein Studium an der Duke University, wo er schnell zu einem der besten Spieler wurde; so wurde er z. B. in den Jahren 2005 und 2006 zum ACC Tournament MVP gewählt. 2006 meldete er sich zur NBA-Draft an und verließ Duke mit einigen ACC-Rekorden, wie etwa den damals meisten erzielten Punkten in der Geschichte der ACC (wurde 2009 von Tyler Hansbrough gebrochen) oder der höchsten Freiwurf-Trefferquote. Als Würdigung seiner Leistungen wurde in einer Zeremonie sein Trikot mit der Rückennummer 4 am 4. Februar 2007 zurückgezogen und wird nun nicht mehr vergeben.

### NBA
Redick wurde während der NBA-Draft 2006 in der ersten Runde an elfter Stelle von den Orlando Magic ausgewählt. In seinen ersten drei Jahren NBA lag Redicks Einsatzzeit bei unter 20 Minuten je Begegnung. Ab der Saison 2009/10 nahm seine Bedeutung für die Mannschaft zu. 2010 erhielt er ein Angebot der Chicago Bulls, die Orlando Magic nutzten allerdings ihr Vorzugsrecht und hielten Redick zu den angebotenen Bedingungen. In der Saison 2010/11 erreichte Redick erstmals in der NBA einen zweistelligen Punktedurchschnitt.
Mit Orlando spielte Redick jedes Jahr um die Play-offs mit. 2009 erreichte man die NBA-Finalserie, unterlag jedoch den Los Angeles Lakers um Kobe Bryant und Pau Gasol.
Am 21. Februar 2013 wurde Redick zu den Milwaukee Bucks transferiert. Mit Milwaukee erreichte er die Play-offs 2013. Dort scheiterte man jedoch bereits in der ersten Runde an den Miami Heat.
Zur Saison 2013/14 wechselte Redick nach Ablauf seines Vertrages innerhalb der Liga und unterschrieb bei den Los Angeles Clippers. Bei den Kaliforniern spielte er meist als Shooting Guard an der Seite von Chris Paul. In der Saison 2015/16 war Redick ligaweit der Spieler mit der höchsten Trefferquote von Dreipunktewürfen, er traf 47,5  Prozent seiner Weitwürfe. Mit Los Angeles erreichte er regelmäßig die Playoffs, schaffte es jedoch nie über die zweite Play-off-Runde hinaus.
Im Juli 2017 wechselte Redick zu den Philadelphia 76ers. Er unterschrieb dort einen Einjahresvertrag, der ihm ein Gehalt von 23 Millionen US-Dollar zusicherte. In Philadelphia zeigte er die besten Angriffsleistungen seiner NBA-Zeit: In der Saison 2017/18 kam er auf einen Mittelwert von 17,1 und 2018/19 von 18,1 Punkten je Begegnung. Einen höheren Wert erreichte Redick während seiner Laufbahn als Berufsbasketballspieler nicht. Im Juli 2018 unterschrieb er einen weiteren Einjahresvertrag und erhielt ein Gehalt von 12 Millionen US-Dollar.
2019 unterschrieb er einen Vertrag bei den New Orleans Pelicans. Ende März 2021 kam Redick im Rahmen eines Tauschhandels zu den Dallas Mavericks. Im September 2021 trat Redick nach insgesamt 1050 NBA-Einsätzen als Spieler vom Leistungssport zurück. Kurze Zeit später begann er, als Sportkommentator bei ESPN zu arbeiten.

## Trainer
Im Juni 2024 verkündeten die Los Angeles Lakers Redick als ihren neuen Cheftrainer. Zu diesem Zeitpunkt verfügte er über kaum Trainererfahrung und war vor seiner Verpflichtung durch die Kalifornier lediglich als ehrenamtlicher Trainer an der Brooklyn Basketball Academy tätig gewesen, an der sein Sohn Basketball spielte.

## Sonstiges
Im Jahr 2011 gründete J.J. Redick die Stiftung „J.J. Redick Foundation“, welche sich in Virginia und Florida durch Partnerschaften mit örtlichen Wohltätigkeitsorganisationen für die Verbesserung der Lebensbedingungen von benachteiligten Jugendlichen einsetzt. Am 23. Juli 2011 fand als Startschuss ein Golfturnier in Roanoke statt.

## Statistik

### Hauptrunde
| Saison  | Team         | GP  | GS  | MPG  | FG % | 3P % | FT % | RPG | APG | SPG | BPG | PPG  |
| ------- | ------------ | --- | --- | ---- | ---- | ---- | ---- | --- | --- | --- | --- | ---- |
| 2006–07 | Orlando      | 42  | 0   | 14.8 | .410 | .388 | .900 | 1.2 | 0.9 | 0.1 | 0.0 | 6.0  |
| 2007–08 | Orlando      | 34  | 0   | 8.1  | .444 | .395 | .794 | 0.7 | 0.5 | 0.1 | 0.0 | 4.1  |
| 2008–09 | Orlando      | 64  | 5   | 17.4 | .391 | .374 | .871 | 1.7 | 1.1 | 0.3 | 0.0 | 6.0  |
| 2009–10 | Orlando      | 82  | 9   | 22.0 | .439 | .405 | .860 | 1.9 | 1.9 | 0.3 | 0.0 | 9.6  |
| 2010–11 | Orlando      | 59  | 5   | 25.6 | .441 | .397 | .875 | 1.9 | 1.7 | 0.5 | 0.1 | 10.1 |
| 2011–12 | Orlando      | 65  | 22  | 27.2 | .425 | .418 | .911 | 2.3 | 2.5 | 0.4 | 0.1 | 11.6 |
| 2012–13 | Orlando      | 50  | 11  | 31.5 | .450 | .390 | .891 | 2.4 | 4.4 | 0.6 | 0.1 | 15.1 |
| 2012–13 | Milwaukee    | 28  | 2   | 28.7 | .403 | .318 | .918 | 1.9 | 2.7 | 0.3 | 0.1 | 12.3 |
| 2013–14 | Los Angeles  | 35  | 34  | 28.2 | .455 | .395 | .915 | 2.1 | 2.2 | 0.8 | 0.1 | 15.2 |
| 2014–15 | Los Angeles  | 78  | 78  | 30.9 | .477 | .437 | .901 | 2.1 | 1.8 | 0.5 | 0.1 | 16.4 |
| 2015–16 | Los Angeles  | 75  | 75  | 28.0 | .480 | .475 | .888 | 1.9 | 1.4 | 0.6 | 0.1 | 16.3 |
| 2016–17 | Los Angeles  | 78  | 78  | 28.2 | .445 | .429 | .891 | 2.2 | 1.4 | 0.7 | 0.2 | 15.0 |
| 2017–18 | Philadelphia | 70  | 70  | 30.2 | .460 | .420 | .904 | 2.5 | 3.0 | 0.5 | 0.1 | 17.1 |
| 2018–19 | Philadelphia | 76  | 63  | 31.3 | .440 | .397 | .894 | 2.4 | 2.7 | 0.4 | 0.2 | 18.1 |
| 2019–20 | New Orleans  | 60  | 36  | 26.3 | .453 | .453 | .892 | 2.5 | 2.0 | 0.3 | 0.2 | 15.3 |
| 2020–21 | New Orleans  | 31  | 0   | 18.6 | .407 | .364 | .957 | 1.7 | 1.3 | 0.3 | 0.1 | 8.7  |
| 2020–21 | Dallas       | 13  | 0   | 11.3 | .358 | .395 | .800 | 0.9 | 0.8 | 0.2 | 0.1 | 4.4  |
| Gesamt  | Gesamt       | 940 | 488 | 25.5 | .447 | .415 | .892 | 2.0 | 2.0 | 0.4 | 0.1 | 12.8 |

### Play-offs
| Saison  | Team         | GP  | GS | MPG  | FG % | 3P %  | FT %  | RPG | APG | SPG | BPG | PPG  |
| ------- | ------------ | --- | -- | ---- | ---- | ----- | ----- | --- | --- | --- | --- | ---- |
| 2006–07 | Orlando      | 1   | 0  | 11.0 | .500 | 1.000 | —     | 0.0 | 2.0 | 0.0 | 0.0 | 3.0  |
| 2007–08 | Orlando      | 2   | 0  | 5.0  | .000 | .000  | —     | 0.5 | 0.0 | 0.0 | 0.0 | 0    |
| 2008–09 | Orlando      | 16  | 8  | 20.4 | .373 | .404  | .929  | 1.2 | 1.9 | 0.5 | 0.1 | 6.0  |
| 2009–10 | Orlando      | 14  | 0  | 19.2 | .423 | .429  | .857  | 1.7 | 1.4 | 0.7 | 0.0 | 7.5  |
| 2010–11 | Orlando      | 6   | 0  | 20.0 | .357 | .067  | .750  | 1.8 | 1.0 | 0.2 | 0.2 | 6.7  |
| 2011–12 | Orlando      | 5   | 0  | 24.6 | .432 | .211  | .857  | 1.0 | 3.2 | 0.2 | 0.0 | 10.8 |
| 2012–13 | Milwaukee    | 4   | 0  | 17.3 | .440 | .333  | 1.000 | 0.8 | 1.3 | 0.3 | 0.0 | 7.3  |
| 2013–14 | Los Angeles  | 13  | 13 | 27.0 | .459 | .400  | .962  | 1.7 | 1.5 | 0.8 | 0.0 | 13.3 |
| 2014–15 | Los Angeles  | 14  | 14 | 38.6 | .435 | .398  | .943  | 2.1 | 1.7 | 0.7 | 0.4 | 14.9 |
| 2015–16 | Los Angeles  | 6   | 6  | 27.7 | .430 | .355  | .667  | 2.0 | 0.8 | 0.2 | 0.2 | 13.5 |
| 2016–17 | Los Angeles  | 7   | 7  | 29.4 | .380 | .346  | .850  | 1.7 | 0.9 | 0.3 | 0.0 | 9.1  |
| 2017–18 | Philadelphia | 10  | 10 | 34.2 | .444 | .347  | .857  | 1.5 | 2.6 | 0.8 | 0.1 | 18.2 |
| 2018–19 | Philadelphia | 12  | 12 | 31.3 | .435 | .414  | .850  | 1.4 | 1.6 | 0.1 | 0.3 | 13.4 |
| Gesamt  | Gesamt       | 110 | 70 | 26.5 | .425 | .371  | .879  | 1.6 | 1.6 | 0.5 | 0.1 | 10.9 |